# Frisco Jenny
Frisco Jenny is een Amerikaanse dramafilm uit 1932 onder regie van William A. Wellman. Destijds werd de film in Nederland uitgebracht onder de titel Jenny van San Francisco.

## Verhaal

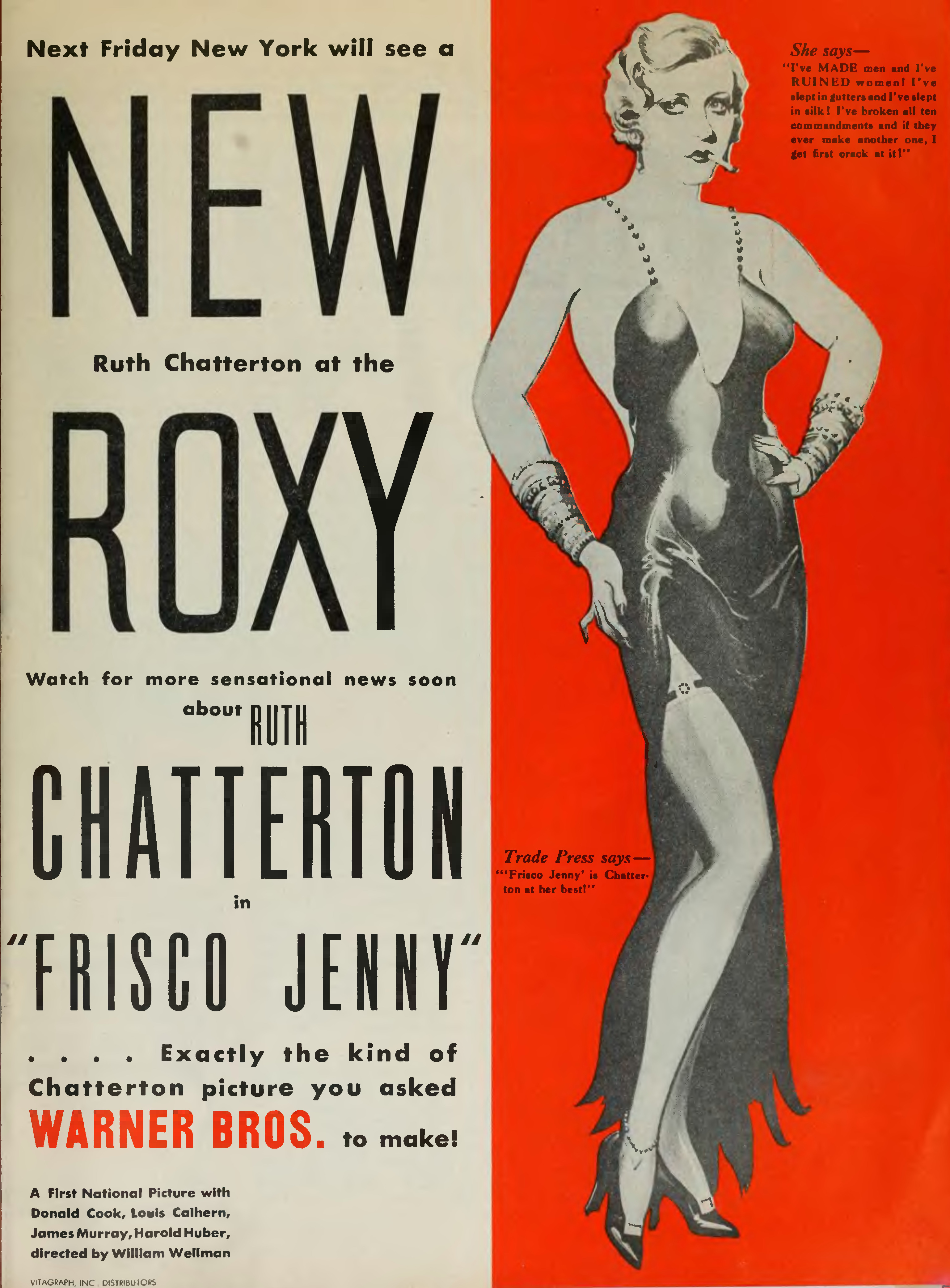
1932

Bij de aardbeving in San Francisco van 1906 komt de geliefde van Jenny Sandoval om het leven. Ze is dan in positie, maar ze staat haar zoon na de geboorte af ter adoptie. Jaren later staat Jenny aan het hoofd van een prostitutiebedrijf. Haar zoon Dan is inmiddels een openbare aanklager geworden, die de bezem wil halen door de prostitutiewereld van San Francisco.

## Rolverdeling
| Acteur                 | Personage               |
| ---------------------- | ----------------------- |
| Ruth Chatterton        | Jenny Sandoval          |
| Louis Calhern          | Steve Dutton            |
| Helen Jerome Eddy      | Amah                    |
| Donald Cook            | Dan Reynolds            |
| James Murray           | Dan McAllister          |
| Hallam Cooley          | Willie Gleason          |
| Pat O'Malley           | Pat O'Hoolihan          |
| Harold Huber           | George Weaver           |
| Robert Emmett O'Connor | Jim Sandoval            |
| Willard Robertson      | Districtscommandant Tom |